# Бій біля мису Пассеро (1940)
Бій біля мису Пассеро (англ. Battle of Cape Passero, італ. Battaglia di Capo Passero) — нічний морський бій між легкими силами Королівського флоту Великої Британії з Італійським флотом, що відбувся у ніч з 11 на 12 жовтня 1940 року в Середземному морі.

## Передумови
11 жовтня 1940 року літак, який летів у Лівію, повідомив, що бачив лінкор та авіаносець за 100 миль на південний схід від Мальти. Тому, щоб захиститись від нападу кораблів, що прибули на Мальту і могли вночі вийти на пошук, Супермарина наказала встановити лінію нічного патруля на схід від острова. Для цього були виділені есмінці «Артільєре», «Ав'єре», «Каміча Нера», «Дженьєре» та міноносці «Альчоне», «Айроне» та «Аріель».
Крім того, на північ від Мальти патрулювали 4 міноносці. Ще одна флотилія есмінців та міноносців були розгорнуті в Сицилійській протоці на випадок, якщо противник вирушить на захід.

## Хід бою
Припущення Супермарини підтвердились. О 1:35 12 жовтня «Альчоне» помітив ворожий крейсер «Аякс» і пішов в торпедну атаку. Він випустив 2 торпеди та почав маневр, щоб зайти з іншого боку, одночасно викликаючи інші кораблі.
В цей час підійшов «Айроне», який випустив перші торпеди з дистанції 2 000 м. Продовжуючи зближення, він випустив другу пару торпед з дистанції у 700 м, і одночасно відкрив вогонь зі своїх 100-мм гармат, досягнувши щонайменше 7 влучань. «Аякс» спочатку подав розпізнавальний знак за допомогою прожектора і не відповідав на вогонь до четвертого залпу «Айроне». На той момент «Айроне» перебував за 300 м від «Аякса» і, отримавши багато влучань 152-мм снарядів, втратив хід.
У цей час підійшов «Аріель», який випустив торпеди та відкрив гарматний вогонь. Але він був накритий вогнем у відповідь і затонув через декілька хвилин з більшою частиною екіпажу.
Все відбулось так швидко, що поки «Альчоне» завершив маневр і приготувався атакувати британський крейсер, той вже зник, а «Аріель» затонув. Тому «Альчоне» зміг тільки зняти екіпаж з палаючого «Айроне».
Через деякий час есмінець «Артільєре», який мчав до місця бою з трьома іншими есмінцями, був помічений «Аяксом». Як потім згадував адмірал Каннінгем, на «Аяксі» був встановлений радар, завдяки чому крейсер відразу помітив італійські кораблі.
Перш ніж «Артільєре» зміг наблизитись на дистанцію торпедного пострілу, він був важко пошкоджений та зупинився. На кораблі загинули всі офіцери, крім старшого механіка. Загинув також командувач з'єднання Карло Марготтіні.
«Ав'єре» теж отримав декілька влучань, але не зумів випустити торпеди, оскільки ворожий крейсер вже змінив курс та вийшов з бою.  
«Каміча Нера» помітив ворожий крейсер, коли той розвертався та відходив. Тому італійський есмінець прийшов на допомогу палаючому «Артільєре».  
«Дженьєре» дістався до місця бою, коли вже все закінчилось. Він супроводжував пошкоджений «Ав'єре»  в порт.
Решта британський кораблів, які прямували за «Аяксом», не втручались у бій. Тому «Альчоне» безперешкодно врятував екіпаж «Айроне». 
«Каміча Нера» взяв на буксир «Артільєре» і вирушив на північ. Але о 8:00 їх помітили британські літаки і розпочали повітряні атаки. Помітивши ворожу ескадру у складі 2 крейсерів та 4 есмінців, «Каміча Нера» віддав буксир і зник.
«Артільєре» пізніше був потоплений крейсером «Йорк».
Як тільки Супермарина отримала звістку про бій, вона відправила 3-тю дивізію крейсерів на допомогу. З'єднання на повній швидкості вирушило в район бою, але помітити противника не змогло.
Наступного ранку флоту було наказано готуватись до виходу в море, але наказ згодом був скасований, коли стало відомо, що ворожі кораблі вже на півдороги до Александрії, і догнати їх неможливо. В погоню були відправлені літаки, які помилково скинули бомби на 3-тю дивізію крейсерів. На щастя влучань не було.

## Наслідки
Італійці втратити 1 есмінець і 2 міноносці, ще один есмінець був пошкоджений. Втрати склали 325 чоловік. 
Це були кращі кораблі флоту, якими командували видатні офіцери. Кораблі показали себе відважно у бою, чим заслужили шану у противника.
Але італійці відставали від британців у плані підготовки до нічних боїв. Крім того, британцям вдалось доопрацювати радар до такого ступеню, що вони могли використовувати його в бою. Як згодом стало відомо, це було перше застосування радара в бою. 
Італійці дізнались про існування боєздатного радара у противника тільки після бою біля мису Матапан у березні 1941 року і тому вважали результат бою біля мису Пассеро прикрою несподіванкою.
Британці втратили 13 осіб загиблими і 22 пораненими. Ремонт крейсера «Аякс» тривав близько місяця, і вже 5 листопада він знову був у строю.